# Wayne Molis
Wayne J. Molis (Chicago, Illinois, 17 de abril de 1943-Hinsdale, Illinois, 24 de marzo de 2002) fue un jugador de baloncesto estadounidense que disputó una temporada en la NBA, además de jugar en la ABA y en la EPBL. Con 2,03 metros de estatura, jugaba en la posición de ala-pívot.

## Trayectoria deportiva

### Universidad
Pasó dos años en el Chicago Teachers College hasta ser transferido a la Universidad Lewis, donde consiguió ser All-American. Es el único jugador de Lewis en llegar a jugar en la NBA.

### Profesional
Fue elegido en la septuagésimo quinta posición del Draft de la NBA de 1965 por New York Knicks, pero jugó previamente en los Allentown Jets de la EPBL antes de fichar por el equipo neoyorquino. Allí disputó 13 partidos, en los que promedió 3,5 puntos y 1,7 rebotes.
Al año siguiente fue incluido en el draft de expansión que se celebró por la llegada de nuevos equipos a la liga, siendo elegido por los Houston Rockets, pero acabó fichando por los Oakland Oaks de la ABA, de donde pasó a los Houston Mavericks, donde acabó promediando 5,4 puntos y 3,9 rebotes por partido.

## Estadísticas de su carrera en la NBA y la ABA

### Temporada regular
| Temporada | Edad | Equipo            | Liga  | P  | TIT | MIN  | TC  | TCA | %TC  | 3P  | 3PA | %3P  | TL  | TLA | %TL   | R.OF. | R.DEF. | REB | ASIS | ROB | TAP | PER | FP  | PTS |
| 1966-67   | 23   | New York Knicks   | NBA   | 13 |     | 5.8  | 1.5 | 3.9 | .373 |     |     |      | 0.5 | 1.0 | .538  |       |        | 1.7 | 0.2  |     |     |     | 0.7 | 3.5 |
| 1967-68   | 24   | TOTAL             | ABA   | 46 |     | 11.6 | 2.1 | 4.9 | .427 | 0.0 | 0.1 | .667 | 0.9 | 1.3 | .672  |       |        | 3.7 | 0.8  |     |     | 0.6 | 1.1 | 5.1 |
| 1967-68   | 24   | Oakland Oaks      | ABA   | 5  |     | 9.2  | 1.0 | 2.6 | .385 | 0.0 | 0.0 |      | 0.8 | 0.8 | 1.000 |       |        | 2.0 | 0.6  |     |     | 0.6 | 0.6 | 2.8 |
| 1967-68   | 24   | Houston Mavericks | ABA   | 41 |     | 11.9 | 2.2 | 5.2 | .429 | 0.0 | 0.1 | .667 | 0.9 | 1.4 | .649  |       |        | 3.9 | 0.9  |     |     | 0.6 | 1.1 | 5.4 |
| Total     |      |                   | TOTAL | 59 |     | 10.3 | 1.9 | 4.7 | .417 | 0.0 | 0.1 | .667 | 0.8 | 1.3 | .649  |       |        | 3.3 | 0.7  |     |     | 0.6 | 1.0 | 4.7 |
|           |      |                   | ABA   | 46 |     | 11.6 | 2.1 | 4.9 | .427 | 0.0 | 0.1 | .667 | 0.9 | 1.3 | .672  |       |        | 3.7 | 0.8  |     |     | 0.6 | 1.1 | 5.1 |
|           |      |                   | NBA   | 13 |     | 5.8  | 1.5 | 3.9 | .373 |     |     |      | 0.5 | 1.0 | .538  |       |        | 1.7 | 0.2  |     |     |     | 0.7 | 3.5 |

### Playoffs
| Temporada | Edad | Equipo          | Liga | P | MIN | TCA | TC | 3PA | 3P | TLA | TL | R.OF. | REB | ASIS | ROB | TAP | PER | FP | PTS | %TC  | %3P | %FT | MIN  | PTS | REB | AST |
| 1966-67   | 23   | New York Knicks | NBA  | 1 | 10  | 0   | 2  |     |    | 0   | 0  |       | 1   | 1    |     |     |     | 1  | 0   | .000 |     |     | 10.0 | 0.0 | 1.0 | 1.0 |
| Total     |      |                 | NBA  | 1 | 10  | 0   | 2  |     |    | 0   | 0  |       | 1   | 1    |     |     |     | 1  | 0   | .000 |     |     | 10.0 | 0.0 | 1.0 | 1.0 |